# ولفگانگ پرنر
ولفگانگ پرنر (انگلیسی: Wolfgang Perner؛ ۱۷ سپتامبر ۱۹۶۷ – ۱ اکتبر ۲۰۱۹ (aged 52)) ورزشکار دوگانه اهل اتریش بود.